# Philadelphia Orchestra

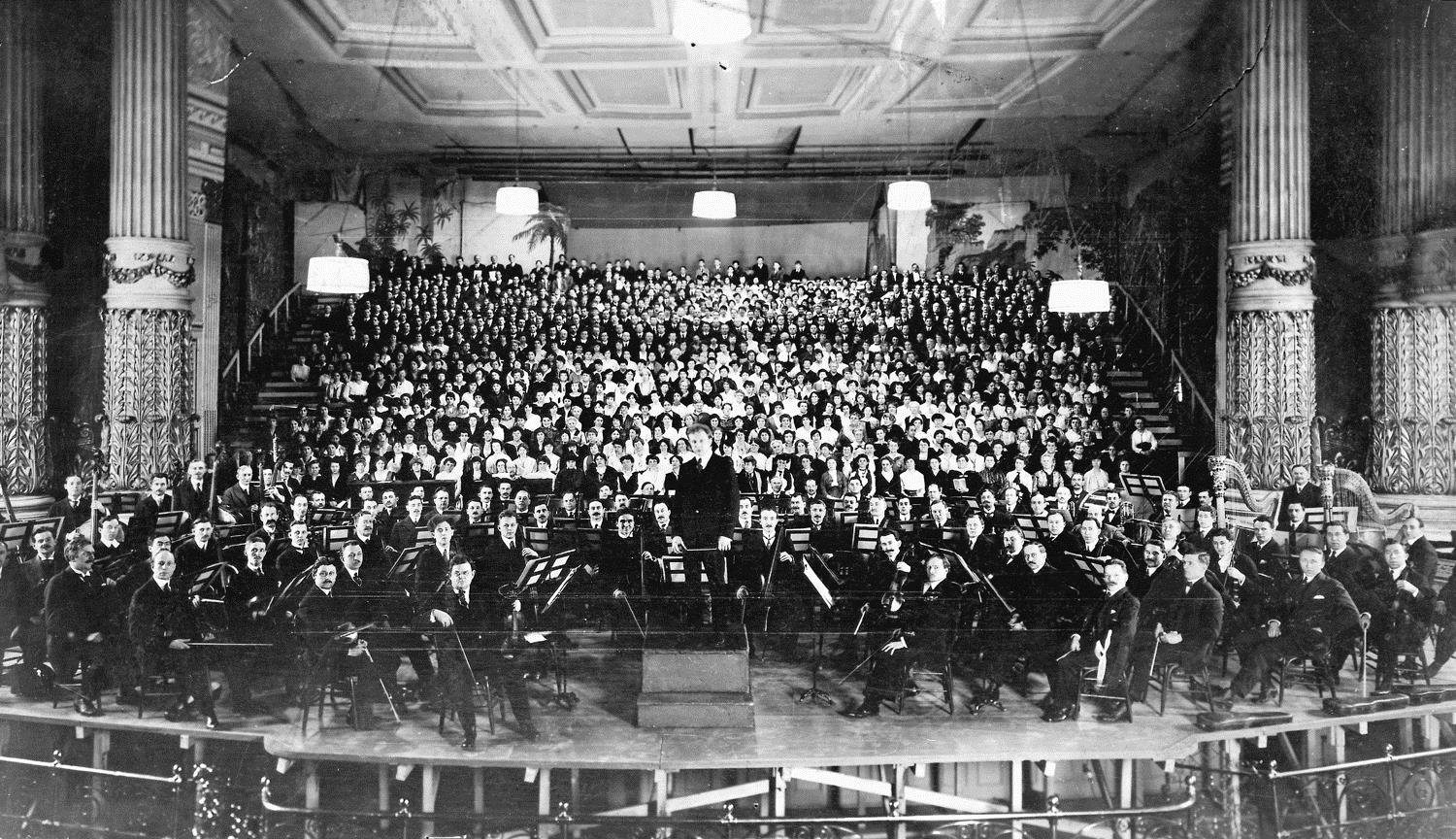
Het Philadelphia Orchestra op het podium tijdens de Amerikaanse première van Mahlers symfonie nr. 8 op 2 maart 1916

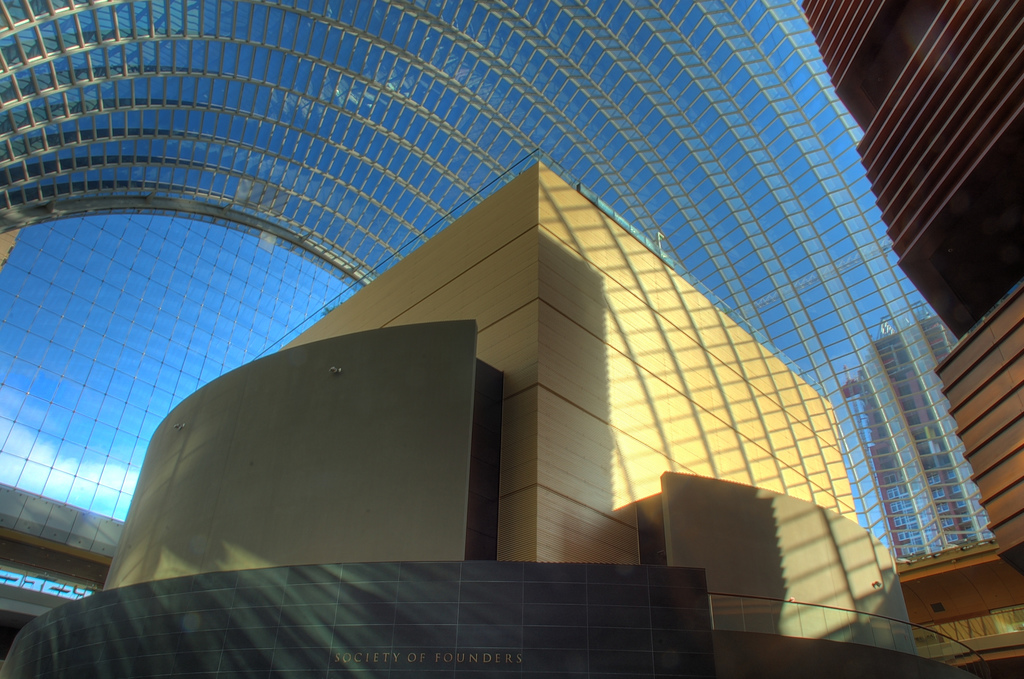
Het Kimmel Center, de thuisbasis van het orkest

Het Philadelphia Orchesta is een Amerikaans symfonieorkest in de stad Philadelphia. Dit orkest, opgericht in 1900, behoort tot de bekendste en beste Amerikaanse orkesten. Het orkest wordt traditioneel tot de Big Five gerekend.
Bij de oprichting in 1900 hadden rijke burgers van Philadelphia het voornemen om kosten noch moeite te sparen om 's werelds beste orkest te laten ontstaan. Philadelphia mocht niet langer achterblijven bij steden als Boston, Chicago en New York, waar al enige tijd orkesten bestonden. Men zocht naarstig naar goede musici en een dirigent van naam. Men zou in 1905 zelfs de complete trombonesectie van het Amsterdamse Concertgebouworkest hebben willen aanwerven om het orkest te versterken. De eerste dirigenten waren de Duitser Fritz Scheel en Karl Pohlig. In 1912 trad Leopold Stokowski aan, die in bijna dertig jaar het orkestpeil op grote hoogte bracht. Sergei Rachmaninoff liet een aantal premières van zijn werken uitvoeren door dit orkest, dat volgens hem zijn gelijke niet kende. Stokowski maakte met het orkest in 1940 de opnamen voor de beroemde Disney-film Fantasia. In 1936 dirigeerde Eugene Ormandy voor het eerst het Philadelphia Orchestra. Hij was van 1938 tot 1981 de chef-dirigent. De Italiaanse dirigent Riccardo Muti was van 1981 tot 1992 de opvolger van Ormandy. Daarna volgden Wolfgang Sawallisch, Christoph Eschenbach, Charles Dutoit en sinds 2012 de Canadees Yannick Nézet-Séguin.
Het orkest speelde lange tijd in het gebouw van de American Academy of Music. Sinds eind 2001 is het Kimmel Center for the Performing Arts de thuisbasis van het orkest. Onder Stokowski en Ormandy ontstond de zogeheten Philadelphia Sound, een moeilijk te karakteriseren concept. Kenmerkend is in ieder geval de warme en 'sensuele' strijkersklank. Jarenlang kon men het orkest vooral herkennen aan het spel van de solo-hoboïst John de Lancie, op wiens verzoek Richard Strauss zijn hoboconcert schreef.

## Dirigenten
- 1900–1907 Fritz Scheel
- 1908–1912 Karl Pohlig
- 1912–1938 Leopold Stokowski
- 1936–1980 Eugene Ormandy
- 1980–1992 Riccardo Muti
- 1993–2003 Wolfgang Sawallisch
- 2003–2008 Christoph Eschenbach
- 2008–2012 Charles Dutoit
- 2012–heden Yannick Nézet-Séguin